# Hồng Việt, Hòa An
Hồng Việt là một xã thuộc huyện Hòa An, tỉnh Cao Bằng, Việt Nam.

## Địa lý
Xã Hồng Việt nằm ở gần trung tâm huyện Hòa An, có vị trí địa lý:
- Phía đông giáp thị trấn Nước Hai
- Phía tây giáp xã Trương Lương
- Phía nam giáp huyện Nguyên Bình và xã Hoàng Tung
- Phía bắc giáp xã Đức Long.

Xã Hồng Việt có diện tích 25,11 km², dân số năm 2019 là 3.309 người, mật độ dân số đạt 132 người/km².
Trên địa bàn xã Hồng Việt có đền Giẻ Đống và thành Nhà Mạc.
Ngoài ra, xã còn có nhiều hang động như hang Tốc Rù, hang Bó Hoài, hang Bó Tháy, hang Ngườm Bốc, có núi Khắc Thiệu và vách núi Lũng Sa. Sông Dẻ Rào và sông Bằng Giang chảy qua địa bàn xã.

## Hành chính
Xã Hồng Việt được chia thành 9 xóm: Bình Long, Bình Lương, Dẻ Đoóng, Lam Sơn Hạ, Lam Sơn Thượng, Lũng Phầy, Pác Cam, Pác Gậy, Thanh Hùng.

## Lịch sử
Tên của xã được đặt theo tên của một chiến sĩ cộng sản tham gia kháng chiến chống Pháp.
Địa bàn xã Hồng Việt hiện nay trước đây vốn là một phần các xã Hồng Việt và Bình Long.
Ngày 9 tháng 7 năm 2020, Ủy ban nhân dân huyện Hòa An, tỉnh Cao Bằng ban hành Thông báo số 55/TB-UBND về việc:
- Sáp nhập hai xóm Nà Dưởng và Bản Giàng thành xóm Lam Sơn Hạ
- Sáp nhập hai xóm Nà Vàn và Bản Nưa thành xóm Lam Sơn Thượng
- Sáp nhập xóm Nà Vài vào xóm Dẻ Đoóng
- Sáp nhập xóm Pác Kéo vào xóm Pác Gậy
- Sáp nhập xóm Đức Bình vào xóm Pác Cam
- Sáp nhập hai xóm Cốc Lại, Ảng Giàng và 7 hộ xóm Bản Séng thành xóm Thanh Hùng
- Sáp nhập ba xóm Thua Khau, Nà Giảo, Nà Bát và 3 hộ xóm Bản Séng thành xóm Bình Long
- Sáp nhập hai xóm Lũng Chung và Khuổi Luông thành xóm Bình Lương.

Trước khi sáp nhập, xã Hồng Việt có diện tích 10,92 km², dân số là 2.714 người, mật độ dân số đạt 249 người/km², có 7 xóm: Dẻ Đoóng, Lam Sơn Hạ, Lam Sơn Thượng, Lũng Phấy, Mã Quan, Nà Mè, Nà Tẻng. Xã Bình Long có diện tích 17,46 km², dân số là 2.978 người, mật độ dân số đạt 171 người/km², có 8 xóm: Bản Séng, Bình Long, Bình Lương, Minh Loan, Pác Cam, Pác Gậy, Thái Cường, Thanh Hùng.
Ngày 10 tháng 1 năm 2020, Ủy ban Thường vụ Quốc hội ban hành Nghị quyết số 864/NQ-UBTVQH14 về việc sắp xếp các đơn vị hành chính cấp huyện, cấp xã thuộc tỉnh Cao Bằng (nghị quyết có hiệu lực từ ngày 1 tháng 2 năm 2020). Theo đó, sáp nhập 16,25 km² diện tích tự nhiên và 1.674 người còn lại của xã Bình Long vừa giải thể (sau khi sáp nhập một phần vào thị trấn Nước Hai) với 8,86 km² diện tích tự nhiên và 1.635 người còn lại của xã Hồng Việt (sau khi sáp nhập một phần vào thị trấn Nước Hai).
Sau khi sáp nhập, xã Hồng Việt có diện tích 25,11 km², dân số là 3.309 người.